# Fritz Heinemann (filozof)
Fritz Heinemann (8. února 1889 v Lüneburgu – 7. ledna 1970, Oxford) byl německý filozof existencialista, historik filozofie a vysokoškolský pedagog.

## Životopis
Fritz Heinemann se narodil v Lüneburgu v židovské rodině. Po maturitě na gymnáziu studoval filozofii v Cambridge, v Marburgu, Mnichově a Berlíně. V roce 1912 obhájil disertaci pod názvem  „Der Aufbau von Kants Kritik der reinen Vernunft und das Problem der Zeit“ a získal titul Ph.D. V letech 1930–1933 vyučoval na Frankfurtské univerzitě.

## Spisy (výběr)
- Plotin Forschungen über die plotinische Frage, 1921
- Neue Wege der Philosophie, 1929
- Odysseus oder die Zukunft der Philosophie, 1939
- Existentialism and the Modern Predicament, 1953